# Emilio Antonio Di Pasquo
Monseñor Emilio Di Pasquo nació en Buenos Aires el 23 de diciembre de 1899. Hijo de Francisco Di Pasquo y Flora Zarlenga.
Hizo sus estudios eclesiásticos en el Seminario Metropolitano de Villa Devoto, donde obtuvo el doctorado en Filosofía. Enviado a Roma para terminar sus estudios en la Pontificia Universidad Gregoriana, se doctoró allí en Sagrada Teología y aprobó el examen de Licenciatura en Derecho Canónico.
Se ordenó sacerdote en la Ciudad Eterna el 20 de diciembre] de 1924.
De regreso a su patria, sucesivamente se desempeñó como vicario cooperador en las parroquias de Santa Julia y Nuestra Señora de Balvanera, y cura párroco de Nuestra Señora del Bueno y Perpetuo Socorro (Villa Luro).
Es de destacar la intensa labor pastoral de Mons. Di Pasquo al frente de Instituciones de apostolado. En 1931 fue designado Director del Secretariado General de la Acción Católica y luego Asesor de la Junta Arquidiocesana de la A.C.A. y Asesor del Secretariado de Moralidad. En 1932 ocupó la vicedireccion de Círculos Católicos de Obreros, mientras ejercía la Capellanía del Colegio de la Santa Unión de los Sagrados Corazones.
De 1940 a 1943 desempeñó la Asesoría General de la Acción Católica de la Juventud Obrera Católica, a través de la cual desarrolló una intensa obra de difusión de la Doctrina Social de la Iglesia.
En 1944 se le confió la Inspección General de Enseñanza Religiosa, cargo que desempeñó hasta 1947.
En estas circunstancias, y habiendo quedado vacante la Diócesis de San Luis por fallecimiento de Mons. Tibiletti, Su Santidad Pío XII por Bula del 2 de noviembre de 1946, lo preconizó segundo obispo de aquella Sede. Recibió la Consagración Episcopal en la Catedral de Buenos Aires el 15 de diciembre del mismo año, de manos del entonces Nuncio Apostólico en Buenos Aires, Monseñor José Fietta, actuando como co-consagrantes el obispo de Mercedes Mons. Anunciado Serafini y el entonces Auxiliar de Buenos Aires, Mons. Tomás J. Solari. Tomó posesión de la diócesis de San Luis el 25 de enero de 1947.
Al frente de su diócesis activó la realización de las Misiones Rurales, en las que se lleva a los pobladores alejados de los centros urbanos junto con la renovación espiritual, la ayuda material. Asimismo, y para propender a la formación de las jóvenes universitarias, fundó el Colegio Universitario. Creó dos Colegios que puso en manos de Religiosos, dejó establecido el Pre-Seminario diocesano y erigió, no obstante la falta de vocaciones, cinco nuevas parroquias.
El 10 de abril de 1961, con la Bula Pontificia "Cum Regnum Dei" de Juan XXIII, se creó la Diócesis de Avellaneda-Lanús. Su primer obispo fue Monseñor Emilio Antonio Di Pasquo.
El 9 de agosto de 1959, el cordobés Pablo Roberto Tissera fue ordenado sacerdote secular en la Catedral de San Luis. El 1 de enero de 1960 fue enviado por Mons. Di Pasquo como Teniente cura, acompañando al Padre Isidoro Psenda, a la Parroquia Nuestra Señora del Rosario de la pequeña, Villa de Merlo, Provincia de San Luis.
El 19 de marzo de 1964 el pueblo de Merlo inauguró el edificio del "Instituto Monseñor Orzali", bautizado así en honor al primer obispo de Cuyo, y manteniendo su lema "Ora et labora".
- Datos: Q2843872